# Bonaparte davanti alla Sfinge
Bonaparte davanti alla Sfinge (Bonaparte devant le Sphinx) è un dipinto a olio su tela del pittore francese Jean-Léon Gérôme, realizzato tra il 1867 e il 1868. Il quadro oggi è conservato al castello Hearst, a San Simeon, in California.

## Storia
Il dipinto venne presentato al Salone del 1886 con il titolo Œdipe (Edipo), in modo da evocare il mito di Edipo e l'enigma della sfinge. Nel 1898, questo dipinto e il suo pendant, Bonaparte al Cairo, furono acquistati dall'imprenditore statunitense William Randolph Hearst. Le due opere furono quindi esposte nel castello Hearst, dove si trovano tuttora.

## Descrizione
Il tema dell'opera è tratto dalla campagna d'Egitto del generale francese Napoleone Bonaparte. Napoleone si trova a cavallo, sulla sommità di un piccolo promontorio, davanti alla grande Sfinge di Giza, semicoperta dalla sabbia del deserto. Sullo sfondo l'esercito napoleonico attraversa il deserto, e più in lontananza sono situate delle montagne aride, il tutto sotto un cielo limpido. Quest'opera di Jean-Léon Gérôme possiede una doppia interpretazione, erudita e popolare, che la rende importante per gli storici dell'arte e per il pubblico.
I soldati francesi nella valle desertica sono molto lontani e per questo appaiono molti piccoli: lo stato maggiore di Napoleone può essere identificato soltanto dall'ombra dei cavalieri; d'altro canto, la Sfinge domina la scena e sembra sorridere, anche con il naso probabilmente distrutto da una cannonata.

## Nella cultura di massa

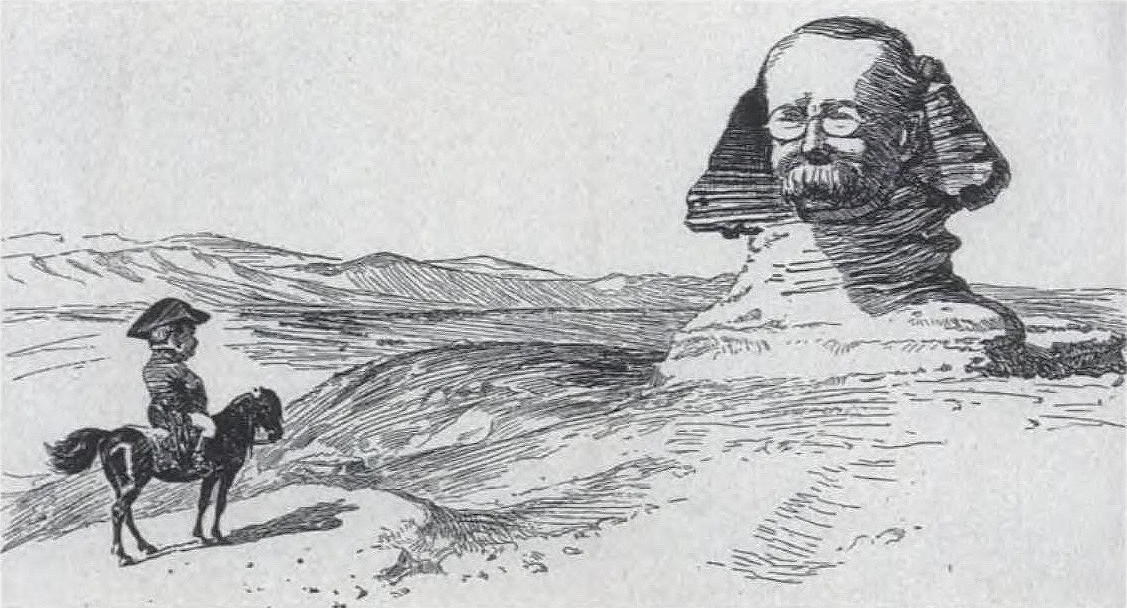
La vignetta pubblicata su Life che parodia l'opera

Il dipinto venne parodiato in una vignetta pubblicata il 27 febbraio 1908 sul periodico statunitense Life: in questa vignetta la sfinge ha il volto dell'allora presidente degli Stati Uniti Theodore Roosevelt.
Il quadro è citato in una scena del film Napoleon di Ridley Scott, uscito nel 2023.